# Movimento parabólico

Movimento parabólico

O movimento parabólico é caracterizado por dois movimentos simultâneos em direções perpendiculares, mais especificamente um deles um Movimento Retilíneo Uniforme e outro um Movimento Retilíneo Uniformemente Variado. Essas circunstâncias foram nomeadas por Galileu como movimento composto em sua obra Duas Novas Ciências, onde também demonstrou que um projétil num lançamento oblíquo se desloca segundo uma parábola. Tal lançamento se enquadra no movimento parabólico pois, desprezando o atrito do ar e demais efeitos não inerciais da Terra, o objeto se desloca verticalmente acelerado pela ação da gravidade local, e, horizontalmente se desloca seguindo velocidade constante.
Dentro do movimento parabólico existe o conceito chamado de parábola de segurança. Considerando um sistema de coordenadas cartesianas, traça-se todas as possíveis trajetórias parabólicas partindo da origem e de mesma velocidade inicial, variando o ângulo de lançamento entre 0° e 180°. A parábola que envolve por cima e tangencia todas essas trajetórias é a parábola de segurança e a chamada "zona de segurança" são todos os pontos fora da área definida pela parábola de segurança.

## Demonstração
Através de ferramentas do Cálculo Diferencial e Integral é possível descrever com exatidão as situações em que a trajetória um dado projétil é parabólico. Inicialmente, é razoável considerar que um corpo quando arremessado tem sua trajetória descrita num plano. Consideraremos então que o projétil se desloca no plano cartesiano {\displaystyle x0y}. Assim, sabendo a velocidade e a posição (aqui especificamente expressadas na base canônica) no instante inicial {\displaystyle t=0}:
{\displaystyle {\vec {v_{0}}}=v_{0x}{\vec {i}}+v_{0y}{\vec {j}}\,}
{\displaystyle {\vec {r_{0}}}=x_{0}{\vec {i}}+y_{0}{\vec {j}}}
Considerando que o corpo não sofre nenhum tipo de influência externa, com exceção da gravidade local, é possível concluir que:
{\displaystyle {\vec {a}}=a_{x}{\vec {i}}+a_{y}{\vec {j}}=-g{\vec {j}}\,}
Onde, {\displaystyle g} é a constante de aceleração da gravidade.
Usando a definição de aceleração:
{\displaystyle {\vec {a}}={\frac {d{\vec {v}}}{dt}}}
{\displaystyle \int \limits _{{\vec {v}}_{0}}^{\vec {v}}d{\vec {v}}=\int \limits _{0}^{t}{\vec {a}}dt=\int \limits _{0}^{t}-g{\vec {j}}dt}
{\displaystyle {\vec {v}}-{\vec {v}}_{0}=-gt{\vec {j}}\,}
{\displaystyle {\vec {v}}=v_{0x}{\vec {i}}+(-gt+v_{0y}){\vec {j}}\,}
De maneira semelhante, usando a definição de velocidade é possível encontrar a função da trajetória do móvel de acordo com o tempo, e consequentemente, a equação da trajetória:
{\displaystyle {\vec {v}}={\frac {d{\vec {r}}}{dt}}\,}
{\displaystyle {\vec {r}}=\underbrace {(v_{0x}t+x_{0})} _{x}{\vec {i}}+\underbrace {\left(-{\frac {gt^{2}}{2}}+v_{0y}t+y_{0}\right)} _{y}{\vec {j}}}, supondo que o movimento começa no ponto de coordenadas {\displaystyle (x_{0},y_{0})\,}
{\displaystyle x=v_{0x}t+x_{0}\,}
{\displaystyle t={\frac {x-x_{0}}{v_{0x}}},v_{0x}\neq 0}
Substituindo em y, temos que:
{\displaystyle y=-{\frac {g}{2}}\left({\frac {x-x_{0}}{v_{0x}}}\right)^{2}+v_{0y}\left({\frac {x-x_{0}}{v_{0x}}}\right)+y_{0}}
{\displaystyle y={\frac {-gx^{2}+2gx_{0}x-gx_{0}^{2}}{2v_{0x}^{2}}}+{\frac {v_{0y}x-v_{0y}x_{0}}{v_{0x}}}+y_{0}}
{\displaystyle y=x^{2}\left(-{\frac {g}{2v_{0x}^{2}}}\right)+x\left({\frac {gx_{0}}{v_{0x}^{2}}}+{\frac {v_{0y}}{v_{0x}}}\right)+\left(-{\frac {gx_{0}}{2v_{0x}^{2}}}-{\frac {v_{0y}x_{0}}{v_{0x}}}+y_{0}\right)}
Que é facilmente reconhecida como uma equação de segundo grau.
Para os casos particulares de queda livre ou lançamento vertical, onde {\displaystyle v_{0x}=0\,}, seria necessária outra dedução com certas considerações que fogem do escopo deste artigo, afinal a trajetória de tais movimentos não seria uma parábola.

## Fórmulas do Movimento Parabólico
Sem as ferramentas do Cálculo Diferencial e Integral ainda assim é possível construir equações que modelam esse tipo de situação. Por exemplo, se um projétil é disparado a partir do solo com uma velocidade inicial {\displaystyle \,\!v_{0}}, formando um ângulo  {\displaystyle \,\!\phi } com o solo, em um local com aceleração da gravidade constante {\displaystyle \,\!g}. A partir das fórmulas de movimento da cinemática, é possível construir fórmulas diretas, nas quais {\displaystyle \,\!A} é o alcance do projétil e {\displaystyle \,\!\Delta t} é o tempo que o projétil leva para atingir o solo.
{\displaystyle A\,\!={\frac {v_{0}^{2}\,\operatorname {sen} \,(2\phi )}{g}}}
{\displaystyle \Delta t\,\!={\frac {2\,v_{0}\,\operatorname {sen} \,\phi }{g}}}
{\displaystyle \Delta t\,\!={\frac {A\,\operatorname {sec} \,\phi }{v_{0}\,}}}
No topo do voo só existirá a componente horizontal da velocidade, que durante toda a trajetória mantém-se constante, desde que os atritos com o ar sejam desprezíveis. Essa componente {\displaystyle v_{x}} é tal que:
{\displaystyle v_{x}=v_{0}\,\operatorname {cos} \,\phi }
A gravidade atuará, na primeira metade do movimento, como força antimovimento no eixo y referente ao movimento. Logo após o ponto mais alto do voo, a gravidade começa a atuar como força a favor do movimento (em y), e {\displaystyle v_{y}} começa a aumentar.
Pela fórmula do alcance, é possível notar que ele será máximo quando o ângulo de lançamento for de 45°, pois:
{\displaystyle A\,\!={\frac {v_{0}^{2}\,\operatorname {sen} \,(2\cdot 45^{\circ })}{g}}}
{\displaystyle A\,\!={\frac {v_{0}^{2}\,\operatorname {sen} \,90^{\circ }}{g}}}
Como {\displaystyle \operatorname {sen} \,90^{\circ }\!=1}
{\displaystyle A\,\!={\frac {v_{0}^{2}\,}{g}}}
Qualquer outro valor para {\displaystyle \phi \,} resultaria em um seno menor que 1.